# Alpine A522
El Alpine A522 fue un monoplaza de Fórmula 1 diseñado por Alpine F1 Team para disputar la temporada 2022. Fue manejado por Fernando Alonso y Esteban Ocon.
El chasis fue anunciado en enero de 2022, y presentado oficialmente el 21 de febrero en París.

## Resultados
(Clave) (negrita indica pole position) (cursiva indica vuelta rápida)

| Año     | Motor                        | Neu. | N.º | Pilotos         | 1   | 2   | 3   | 4   | 5   | 6   | 7   | 8   | 9   | 10  | 11  | 12  | 13  | 14  | 15  | 16  | 17  | 18  | 19  | 20  | 21  | 22  | Puntos | Pos. |
| ------- | ---------------------------- | ---- | --- | --------------- | --- | --- | --- | --- | --- | --- | --- | --- | --- | --- | --- | --- | --- | --- | --- | --- | --- | --- | --- | --- | --- | --- | ------ | ---- |
| 2022    | Renault E-Tech RE22 V6 Turbo | P    |     |                 | BHR | ARA | AUS | EMI | MIA | ESP | MON | AZE | CAN | GBR | AUT | FRA | HUN | BEL | NED | ITA | SIN | JPN | USA | MEX | SÃO | ABU | 173    | 4.º  |
| 2022    | Renault E-Tech RE22 V6 Turbo | P    | 14  | Fernando Alonso | 9   | Ret | 17  | Ret | 11  | 9   | 7   | 7   | 9   | 5   | 10  | 6   | 8   | 5   | 6   | Ret | Ret | 7   | 7   | 19† | 5   | Ret | 173    | 4.º  |
| 2022    | Renault E-Tech RE22 V6 Turbo | P    | 31  | Esteban Ocon    | 7   | 6   | 7   | 14  | 8   | 7   | 12  | 10  | 6   | Ret | 56  | 8   | 9   | 7   | 9   | 11  | Ret | 4   | 11  | 8   | 8   | 7   | 173    | 4.º  |
| Fuente: |                              |      |     |                 |     |     |     |     |     |     |     |     |     |     |     |     |     |     |     |     |     |     |     |     |     |     |        |      |